# Muskus
Muskus is een sterk ruikende afscheiding uit een geurklier van het muskushert. De naam wordt ook gebruikt voor de geur van muskus en soortgelijke geuren van andere dieren, synthetische stoffen en sommige planten.

## Productie
Andere dieren die een muskusachtige geur verspreiden zijn de muskusos en de muskusrat uit India en Europa, de muskusboktor (Aromia moschata) en de alligator uit Centraal-Amerika.
Om de geurstof te verkrijgen uit een muskushert dient het dier gedood te worden; de klier wordt verwijderd en gedroogd, in de zon, op een hete steen of in hete olie. Aangezien het muskushert met uitsterven wordt bedreigd is de jacht erop verboden. Muskusgeurstoffen worden tegenwoordig daarom vrijwel altijd synthetisch gemaakt.

## Synthetische muskusgeurstoffen
Synthetische muskusgeurstoffen kunnen in verschillende groepen verdeeld worden:

Galaxolide, een polycyclische muskus

D-Helvetolide, een alicyclische muskus

- Nitromuskussen vormen de oudste groep. Het zijn aromatische verbindingen met nitrogroepen; voorbeelden zijn musk xyleen en musk keton. Er is echter vastgesteld dat deze stoffen misschien carcinogeen zijn. Ze worden niet meer geproduceerd in de Europese Unie.
- Polycyclische muskussen, die na de Tweede Wereldoorlog populair werden en op industriële schaal bereid. De belangrijkste vertegenwoordigers zijn HHCB (merknaam onder andere Galaxolide) en AHTN (merknaam onder andere Tonalide). Deze stoffen zijn echter lipofiel, moeilijk biologisch afbreekbaar en kunnen zich ophopen in het vetweefsel van organismen. Sedert 1995 is het gebruik van deze stoffen verminderd.
- Macrocyclische muskussen; deze zijn wel biologisch afbreekbaar. Het zijn macrocyclische lactonen of ketonen. Vertegenwoordigers van deze groep zijn onder meer synthetisch muskon en oxacyclohexadecen-2-on (merknaam onder andere Globalide). Vergeleken met polycyclische muskussen zijn de macrocyclische muskussen moeilijker te bereiden en dus duurder. Sedert de late jaren 1990 is hun marktaandeel wel toegenomen ten koste van de polycyclische muskussen.
- Alicyclische muskussen, een relatief recente "vierde generatie" muskusgeurstoffen met als voornaamste vertegenwoordigers Helvetolide (merknaam) en Romandolide (merknaam).[1] Het zijn cycloalkylesters.